# Ранчо-В'єхо (Техас)
Ранчо-В'єхо (англ. Rancho Viejo) — місто (англ. town) в США, в окрузі Камерон штату Техас. Населення — 2838 осіб (2020).

## Географія
Ранчо-В'єхо розташоване за координатами 26°2′9″ пн. ш. 97°33′19″ зх. д. / 26.03583° пн. ш. 97.55528° зх. д. (26.035901, -97.555332).  За даними Бюро перепису населення США в 2010 році місто мало площу 5,75 км², з яких 5,08 км² — суходіл та 0,66 км² — водойми.

## Демографія
Згідно з переписом 2010 року, у місті мешкало 2437 осіб у 957 домогосподарствах у складі 687 родин. Густота населення становила 424 особи/км².  Було 1309 помешкань (228/км²).
Расовий склад населення:
| - 90,8 % — білих - 4,0 % — азіатів - 0,9 % — чорних або афроамериканців - 0,2 % — корінних американців - 3,2 % — осіб інших рас |

До двох чи більше рас належало 1,0 %. Частка іспаномовних становила 64,7 % від усіх жителів.
За віковим діапазоном населення розподілялося таким чином: 24,3 % — особи молодші 18 років, 58,7 % — особи у віці 18—64 років, 17,0 % — особи у віці 65 років та старші. Медіана віку мешканця становила 41,8 року. На 100 осіб жіночої статі у місті припадало 95,6 чоловіків;  на 100 жінок у віці від 18 років та старших — 92,5 чоловіків також старших 18 років.
Середній дохід на одне домашнє господарство  становив 95 626 доларів США (медіана — 64 575), а середній дохід на одну сім'ю — 112 075 доларів (медіана — 88 264). За межею бідності перебувало 12,4 % осіб, у тому числі 13,7 % дітей у віці до 18 років та 15,3 % осіб у віці 65 років та старших.
Цивільне працевлаштоване населення становило 948 осіб. Основні галузі зайнятості: освіта, охорона здоров'я та соціальна допомога — 43,4 %, роздрібна торгівля — 10,2 %, публічна адміністрація — 9,4 %.